# القباب (فلسطين)
القباب إحدى قرى فلسطين المهجرة بعد حرب 1948.
تقع قرية القباب في الجنوب الشرقي من مدينة الرملة وهي على بعد عشرة كيلومترات عنها كما تبعد عن مدينة القدس (33) كيلومتراً وهي على الطريق الواصل ما بين يافا ـ الرملة ـ القدس ـ ونشأت القرية فوق رقعة متموجة قليلاً في الجزء الشرقي من أرض السهل الساحلي والأرض حولها منطفة انتقالية بين البيئتين الجبلية شرقاً والسهلية غرباً لذلك سميت من قرى العرقيات أي أن أراضيها مشتركة بين السهل والجبل ومعدل ارتفاعها عن سطح البحر (150) متراً وكان للقرية طرق ممهدة مع القرى المجاورة مثل البرية أبو شوشة، واللطرون وعمواس وعنابة وسلبيت.

## التسمية
تقول الرواية الشفوية أن (القباب) هو الاسم الموروث عن الآباء والأجداد والوثائق العثمانية في دفاتر الطابو ذكرت بنفس الاسم (قباب) بدون ال التعريف وذكر بعض المؤرخين لعل اسمها القباب مشتق من شكل بعض التلال البيضاء الموجودة في سهل البلدة وتشاهد للقادم من بعيد فأطلق عيها اسم قباب ولقد ذكرت قرية القباب في لوائح الضرائب العثمانية باسم (قيان) وذلك عام 1556م ومن خلال البحث والتدقيق كان ذلك فقط خطأ مطبعي أو في الكتابة في تلك الفترة، وذكرها مجير الدين الحنبلي وذلك عام 1493م أن القباب كانت إحدى قرى الرملة.

## المساحة والحدود
كانت مساحة أراضي قرية القباب حسب خريطة فلسطين ووثائق الانتداب البريطاني في عام 1945م هي : (13918) دونماً منها (326) دونماً للطرق والأودية وأما البناء في مسطح القرية (54) دونماً ويحدها من الشمال قرى بيت شنة والكنيسة وعنابة ومن الشمال الغربي قري البرية ومن الغرب قرية أبو شوشة (تل الجزر) ومن الجنوب قرية الخلايل ومن الجنوب الشرقي قرية اللطرون وعمواس ومن الشرق قرية سلبيت.

## البيوت المعمورة
كان عدد البيوت المعمورة في قرية القباب عام 1556م (54) بيتاً معموراً وفي عام 1871م وصلت إلى (114) بيت معمور أما عام 1914م أصبحت (214) بيتاً معموراً وفي عام 1931م وصلت إلى (382) بيتاً معموراً أما في عام النكبة 1948م كانت بيوتها المعمورة (584) بيتاً.

## عدد السكان
في القرن السادس عشر كانت قرية القباب عامرة بأهلها وبيوتها المعمورة (54) بيتاً وإذا قدر عدد أفراد البيت أو الأسرة سبعة معنى ذلك أن عدد أهالي القرية (378) نسمة أما عام عام 1871م فقد وصلوا إلى (798) نسمة أما عام 1914م زاد عددهم إلى (1555) نسمة كلهم مسلمون منهم (783) ذكراً و(772) أنثى وفي عام 1922م قل عددهم إلى (1275) نسمة وأصبح عددهم عام 1931م (1502) نسمة أما عام النكبة 1948م وصلوا إلى (2297) نسمة وفي عام 2008م وحسب سجل النكبة للمؤرخ الدكتور سليمان أبو ستة وصل عددهم إلى (19302) نسمة.

## الحياة الاقتصادية
أعتمد اهالي القباب في حياتهم منذ القدم على الزراعة بالدرجة الأولى فهم يمتلكون من الأراضي ما يكفيهم للزراعة حيث مساحة الأرض (13918) دونماً ثم على الثروة الحيوانية.

## الثروة الزراعية
إن أراضي القباب شاسعة وتحتاج لمن يزرعها لذلك أصبحت البلدة بلدة جذب للفلاحين والمزارعين وكان كل أهالي القباب بصورة مباشرة أو غير مباشرة يعملون في أراضيهم وكانت الأرض تمتاز بالخصوبة وتصلح لزراعة جميع أنواع الحبوب معتمدين على مياه الأمطار وكان (12546) دونماً زرعت بالحبوب وذلك في عام 1945م وفي عام 1943 كان في القرية مزروعاً (296) دونماً بالزيتون وقبل النكبة وصلت الأراضي المزروعة بالزيتون إلى (600) دونم وكان في القرية أراض مساحتها (238) مزروعة بالبساتين المروية، ومنذ عام 1944م تطورت الزراعة وخصوصاً الحمضيات والفواكه وكان ما مجموعه (4639) دونماً خصصت للحمضيات والموز وحوالي (3000) دونم للمزروعات الصيفية والشتوية و(1143) دونماً خصصت لزراعة البساتين والمقاثي التي كانت تعتمد على الري وكانت تستمد المياه من العيون والآبار الارتوازية وفي عام 1829م كان تجار السلال يشترون من القباب ما ينبت في أراضيهم من أجل صناعة السلال.

## الثروة الحيوانية
كانت الثروة الحيوانية في القباب لها اهميتها وخصوصاً الغنم وذلك في العهد العثماني وقلت تربيتها في فترة الانتداب وفي القرية أراضي مخصصة لرعي الأغنام وعيون ماء لسقاية الأغنام والدواب وكان نمط معيشة الفلاح يتطلب أن يربي الحيوانات مثل الأبقار والجمال والبغال والخيل والحمير التي استعملوها كوسائط نقل ولحراثة الأرض وتعتبر القباب سوق للقرى المجاورة وفيها أكثر من تاجر قبان (تاجر جملة).
عيون الماء
1ـ عين يردا ومياهها قوية وتبقى طوال العام وكانت قرية أبو شوشة (تل الجزر) تعتمد على مياهها طوال العام.
2ـ عين البلد وهي تستعمل لمياه الشرب في القرية.
3ـ عين واد سليمان.
4ـ عين البصة.
5ـ وبعد زراعة بيارات الحمضيات كثرت الآبار الارتوازية وأصبح في كل بياره بئر ماء ارتوازي.

## المسجد
يعتبر مسجد القباب في القرية من الأبنية القديمة وتقام فيه صلاة الجمعة والجماعة والعيدين وكان المسجد في نهاية العهد العثماني مدرسة ويعلمهم شيوخ الكتاب وبقي التعليم في المسجد حتى عام 1921م عندما تأسست المدرسة بمعلم وكان مسجد القباب يأتيه الوعاظ بين فترة وأخرى ومن إحدى زيارات الشيخ كامل السوافيري الذي جاء في تقريره أنه زار مسجد القباب في يوم 17 تموز عام 1935م وألقيت عليهم المواعظ والإرشادات الدينية حول تخفيض المهور والاقتصاد في مصاريف الأعراس وتحدثت إليهم عن قرار التقسيم وأضراره على البلاد وما يجر من ويلات وقام أهالي القباب بختم مضابط استنكار واحتجاج وكان إمام المسجد في نهاية العهد العثماني الشيخ عليان محمد وكان إمام المسجد قبل النكبة الشيخ علي هندي.

## المدرسة
تأسست المدرسة بمعلم واحد وذلك في عام 1921م ويدرس فيها حتى الصف الرابع ثم أخذت تتقدم حتى أصبحت في عام 1944م مدرسة ابتدائية كاملة وفيها ثمانية معلمين تدفع القرية رواتب أربعة منهم وكان من مدرسي المدرسة من علماء الأزهر الشريف ومنهم من كان يخطب يوم الجمعة في المسجد حسبة لوجه الله تعالى وبلغ عدد طلاب مدرسة القباب عام النكبة 1948م (233) طالباً وللمدرسة بناء واسع ولها مكتبة تحتوي على (282) كتاباً وكان ملعب المدرسة وساحاتها كبيرة وكان ملعب المدرسة تقام في مباريات بين المدارس والقرى وزرع حول الملعب أشجار السرو وقبل النكبة وصل عدد الذين يلمون بالقراءة في القباب (488) رجلاً.

## من تاريخ القباب
جاء في موسوعة بلادنا للمرحوم الدباغ أن قرية القباب ينسب إليها:
1ـ الشيخ الإمام سراج الدين عمر بن الشيخ نجم الدين عبد الرحمن بن الحسين القبابي الحنبلي وكان مشهوراً بالصلاح كريم النفس كبير القدر جامعاً بين العلم والعمل وتوفي بالقدس في سنة 755هـ الموافق 1353م .
2ـ الشيخ عبد الرحمن بن عمر القبابي المقدسي وتوفي بالقدس في سنة 867هـ الموافق 1462م.
ومن أخبار القباب أن الأمير جان بلاط ناظر الحرمين الشريفين ونائب القدس الشريف في شهر المحرم من عام 899هـ دخل إلى قرية القباب وهي من أعمال الرملة وأخذ الموجود فيها من الفلاحين بحجة أنهم عصوا عليه وأحتج الأهالي إلى ملك الأمراء أقباي نائب غزة لكون القباب في منطقته وحصل التنافر بين الأمراء ووقعت مشاكل عنيفة فاستدعى جان بلاط إلى السلطان في القاهرة وحل الخلاف هناك وغُرم على عمله.

### خرب القباب
في قرية القباب عدد من المواقع الأثرية والخرب ومن هذه الخرب:
1ـ خربة سليمان أو كفرتا أو كفرطاب وفي الخربة مقام الشيخ سليمان وجدران مهدمة وآبار منحوته بالصخر ويوجد بها الكثير من القطع الفخارية.
2ـ خربة يرده وفيها عين يرده المشهورة وفي الخربة أساسات بيوت وفخار من الفترة الرومانية.

### التهجير والرحيل
بعد احتلال القباب وتشريد أهلها بطريقة التهجير العرقي وهي اقتلاع أصحاب الأرض والإستيلاء عليها ومحو آثارهم العمرانية والثقافية والتاريخية بمخطط ممنهج من اجل قيام دولتهم، وأرتأيت الاكتفاء عن احتلال القرية وتطهيرها عرقياً اقتباساً من كتابكيلاننسى للدكتور وليد الخالدي ومما جاء فيه:
كتب أحد مراسلي صحيفة ((نيويورك تايمز)) أن قوات الهاغاناه استولت على القباب، في محاولة لإعادة فتح الطريق العام المؤدي إلى القدس، في 15 أيار/مايو 1948 يوم انتهاء الانتداب البريطاني ويؤكد المؤرخ الإسرائيلي بني موريس أن هذا التاريخ غير صحيح، واحتلال القباب بعد أسبوعين على الأقل، إذ يقول أنها وقعت في قبضة لواء يفتاح في أوائل حزيران/يونيو، خلال محاولة لتضليل القوات العربية في إبان إحدى المعارك التي دارت حول اللطرون، وهذا يوافق ما جاء في تقرير لوكالة إسوشيتد برس، في 7حزيران/يونيو، ذكر أن الجنود الإسرائيليين قد استولوا على القرية .
إن تباين الروايات في شأن تاريخ احتلال القرية يوحي بأن القبضة الإسرائيلية لم تكن محكمة بعد الأسبوعين الأولين من الاستيلاء عليها. وفي الشهر اللاحق بات التحكم فيها أشدّ، إذ نقلت صحيفة ((نيويورك تايمز))، في 11حزيران/يونيو، نبأ فحواه أن الفلسطينيين الهاربين من جرّاء الهجمات على منطقتي اللد والرملة، اضطروا إلى الرحيل بقوافل نحو رام الله، لأن الإسرائيليين كانوا قطعوا الطريق الرئيسي عند القباب.
وفي 13 أيلول/سبتمبر 1948، طلب رئيس الحكومة الإسرائيلية دافيد بن- غوريون الإذن لتدمير 14 قرية، والقباب من جملتها، وقد جاء الطلب باسم الجنرال تسفي أيلون، قائد الجبهة الوسطى.